# 할바르 하네볼
할바르 하네볼(노르웨이어: Halvard Hanevold, 1969년 12월 3일 ~ 2019년 9월 3일)는 노르웨이의 바이애슬론 선수이다. 1994년부터 2010년까지 총 5번의 올림픽에 참가하여, 올림픽 금메달 3개, 은메달 2개, 동메달 1개를 획득했으며, 세계 선수권 대회에서도 금메달 5개를 획득하였다. 2019년 9월 3일, 노르웨이 아케르스후스주 아스케르의 자택에서 사망했다.